# Mohan Joshi Hazir Ho!
Mohan Joshi Hazir Ho! (Hindi मोहन जोशी हाज़िर हो, übersetzt: Die gerichtliche Verhandlung des Mohan Joshi) ist ein Hindi-Film von Saeed Akhtar Mirza aus dem Jahr 1984, eine komödiantische Satire über das juristische System. Hier werden die jahrelangen Verhandlungen ins Lächerliche gezogen, die zu nichts führen. Entweder verlieren die Kläger ihr Hab und Gut oder versterben irgendwann.

## Handlung
Ein altes Ehepaar, Mohan Joshi und seine Frau, klagen gegen den Mietsherrn Kundan Kapadia aufgrund ihres heruntergekommenen Apartments. Zur Unterstützung heuern sie zwei Anwälte an. Der Prozess zieht sich über die Jahre. Während die Anwälte so zu ihrem Reichtum gelangen, verarmt das Ehepaar.
Wieder zu Hause, werden sie verhöhnt, sich gegen Kapadia angelegt und letztlich für nichts gekämpft zu haben.
Am Ende wollen sich die Richter den Zustand des Apartments genauer unter die Lupe nehmen. Damit Kapadia Recht behält, lässt er nun das Apartment von seinen Männern herrichten und die heruntergekommenen Wände mit Farbe übertünchen. Aus Prinzip kann dies Mohan nicht auf sich sitzen lassen und reißt alles ein, was die Männer aufgebaut hatten. Die Mauern brechen über seinem Kopf zusammen.

## Kritik
Mirzas allegorische Herangehensweise mit einem oberflächlichen Realismus erlaubt es ihm, den berühmten Schurkendarsteller Amjad Khan als Immobilienunternehmer zu besetzen und ihm den Schweiß vom Kinn tropfen oder ihn ein Hammelbein essen lassen.

## Auszeichnungen
National Film Award (1985)
- Best Film on Family Welfare an Saeed Akhtar Mirza

## Sonstiges
Die Titelrolle des Mohan Joshi wird von Bhisham Sahni, einem bekannten Schriftsteller und Bruder des Schauspielers Balraj Sahni, in seinem ersten Filmauftritt verkörpert.